# 킬러 안데르스와 그의 친구 둘
《킬러 안데르스와 그의 친구 둘》(스웨덴어: Mördar-Anders och hans vänner)은 요나스 요나손의 2015년 장편소설이다. 킬러와 목사, 호텔 리셉셔니스트 삼인방의 기상천외한 동행을 그리고 있다. 대한민국에는 열린책들에서 임호경 번역으로 출간되었다.

## 작품 소개
스웨덴 전역을 종횡무진하며 변신에 변신을 거듭하는 킬러와 두 친구의 숨가쁜 행보!
전 세계에 《창문 넘어 도망친 100세 노인》 열풍을 일으킨 요나스 요나손의 세 번째 장편소설『킬러 안데르스와 그의 친구 둘』. 엉뚱한 살인범, 떠돌이 목사, 싸구려 호텔 리셉셔니스트가 만나 펼치는 대활약상을 그린 작품으로 쉴 새 없이 폭소를 자아내면서도 세태의 단면을 예리하게 도려낸 작가의 시선을 통해 오싹한 즐거움을 맛볼 수 있다. 
암흑가에서 '킬러 안데르스'로 통하는 56세의 요한 안데르손. 스웨덴 스톡홀름 남쪽의 '땅끝 하숙텔' 7호실에 묵는 이 사내는 돈을 받고 사람을 때리거나 죽이는 일을 하는, 감옥에서 30년을 산 진짜 범죄자다. '땅끝 하숙텔' 리셉셔니스트인 페르 페르손은 백만장자의 손자로 태어났으나, 이미 집안이 쫄딱 망한 뒤라 물질적인 혜택은 병아리 눈곱만큼도 못 받고 자랐다. 우연히 땅끝 하숙텔 8호실에 묵게 된 떠돌이 목사 요한나 셸란데르는 집안의 가업을 물려받아 목사가 되었으나 신을 믿지 않고, 얼마 전 신도들에게 쫓겨나 오갈 데 없는 처지다. 
어느 날, '땅끝 하숙텔'을 찾아온 백작에게서 5천 크로나가 든 돈 봉투를 받아 든 리셉셔니스트와 목사는 이를 킬러에게 전하게 된다. 일을 처리해 준 대가로 돌아온 5천 크로나는 킬러가 원래 받기로 한 1만 크로나의 딱 절반이다. 이에 분개한 킬러 안데르스의 부탁으로 의뢰인인 백작을 도로 찾아간 목사와 리셉셔니스트는 잔금을 받기 위해 그를 설득하다가 즉석에서 기상천외한 사업을 꾸리기로 결심한다. 그들 두 사람이 킬러의 매니저가 되어 폭행 및 구타를 전문으로 하는 사업은 이내 스웨덴 국민 전체와 유럽인 절반이 알 정도로 유명해지는데…….